# Ледуховский, Ян
Ян Ледоховский (пол. Jan Ledóchowski; 23 июня 1791, Варшава — 10 сентября 1864, Париж) — польский дворянин, член Сейма Царства Польского, политик-эмигрант. Офицер армии Варшавского герцогства, кавалер ордена Почетного легиона и Virtuti Militari.

## Биография
Представитель польского шляхетского рода Ледуховских герба «Шалава». Младший сын генерала Марцина Ледуховского (1747—1791) и Марианны Лончиньской.
После учебы в Военной академии в Вене, в 1808 году вступил в армию Варшавского герцогства подпоручиком. После битвы при Рашине он получил звание капитана и стал адъютантом князя Юзефа Понятовского. Во время кампании в России 1812 года сражался капитаном 14-го пехотного полка в авангарде генерала Яна Генриха Домбровского. После битвы при Березине он был награжден крестом ордена Virtuti Militari и орденом Почетного легиона. Был взят в плен русскими под Ошмянами.
В Царстве Польском он стал членом Сейма в 1825 году и был связан с либеральной оппозицией. На июньском сейме 1830 года защищал принципы Конституции Царства Польского. После начала Ноябрьского восстания на собрании 20 декабря поддержал диктатуру генерала Юзефа Хлопицкого. Во время заседания сейма 25 января 1831 года, свергающего царя Николая I, он выбежал на середину зала с криком: «Откажемся все: Николая нет!» Будучи депутатом повстанческого сейма от Енджейовского уезда Краковского воеводства, он 25 января 1831 года подписал акт о низложении российского императора Николая I Павловича. Он был сторонником генерала Яна Зигмунта Скржинецкого, часто решительно защищая его от левых повстанцев. Он сформировал 1-й Кракусский и 9-й пехотный полки, а с июля 1831 года командовал всеобщей мобилизацией Краковского воеводства.
После провала восстания он был приговорен русскими к смертной казни, а его имущество конфисковано. В Штутгарте он организовал комитет помощи польским эмигрантам. Жил в изгнании во Франции, с 1841 года в Великобритании. Он был членом повстанческого парламента в изгнании. Первоначально он работал в Польском национальном комитете, а в 1846 году вступил в Польское демократическое общество. После начала Январского восстания (1863) в Польше уехал в Краков.
Похоронен на кладбище Монмартр в Париже.
Был женат с 1819 года на Иоанне Людвике Веливейской (1782—1831), от брака с которой у него детей не было.